# Don Juan (film 1965)

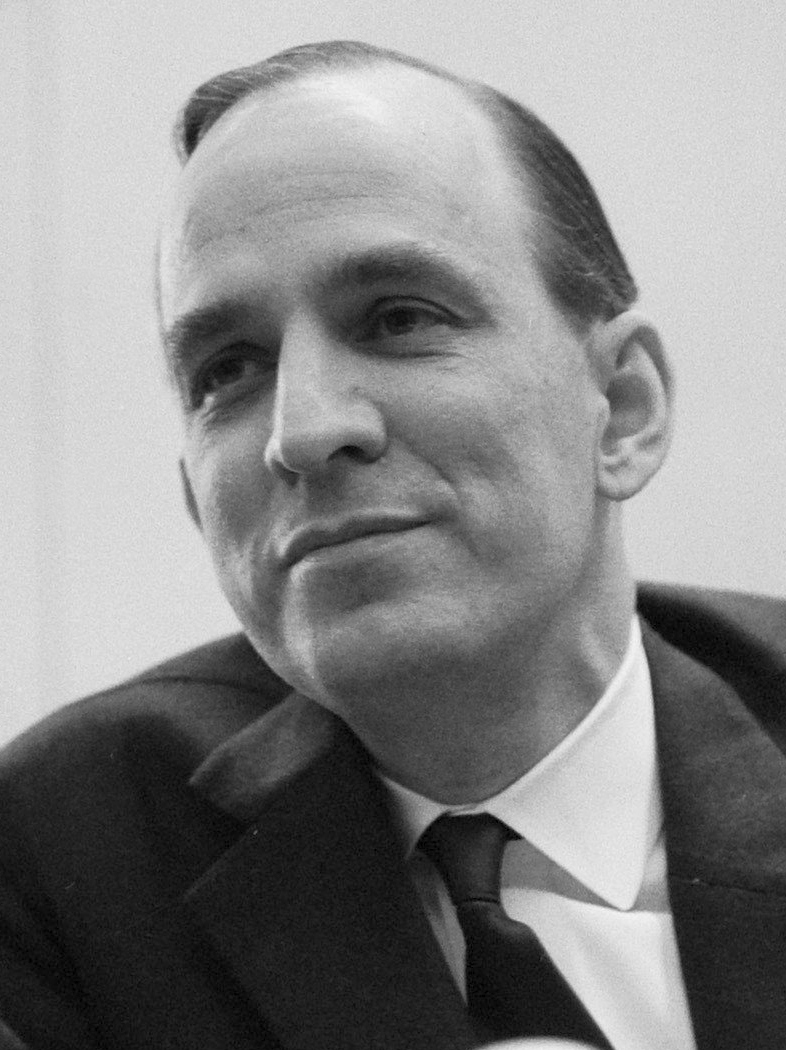
Ingmar Bergman, regista del film

Don Juan è un film televisivo diretto da Ingmar Bergman e trasmesso nel 1965.